# Црква Свете Тројице у Рашанцу
Црква Свете Тројице у Рашанцу, насељеном месту на територији општине Петровац на Млави, припада Епархији браничевској Српске православне цркве.

## Положај цркве
Црква посвећена Светој Тројици, подигнута је на општинском земљишту, на благом узвишењу, у непосредној близини пута Петровац на Млави — Пожаревац. На тој локацији је постојало старо средњевековно гробље. Кости из гробова су повађени и сакупљени и поново сахрањени у крипти цркве. Надгробни споменици су много раније однешени и узидани у задружни дом у селу. Освећење костију и уједно и темеља за цркву је обављено 1992. године, од стране Епископа браничевског Саве, са свештенством. У темељe цркве је стављена бакарна чаура, са записом, о њеним основним подацима.

## Архитектура цркве
Црква је грађена у византијском стилу, са два већа кубета, на којима доминирају крстови. Димензије цркве су 20 x 10m и висине 17m. Кров цркве је у средњем делу на две воде, док су западни и источни део шири, и терасастог су облика, покривен прохром лимом. Црква је зидана од тврдог материјала, од печене цигле. Црква над западним улазним вратима има уграђену икону у мозаику која је посвећена патрону цркве. Оба кубета су на четвоространим  зидовима. Лучни сводови, око прозора на зидовима, и кубету цркве су правоугаоног облика.
У предњем западном кубету смештена је звонара. Испред дела на западној страни је надзидана мања припрата коју држе   два стуба. Црква на свом источном делу има истурене припрате, као и у олтарском делу цркве. Црква је завршена у спољном делу у периоду 2000 — 2002. године. 
Унутрашњост цркве се дели на припрату, наос и олтар. Неимар цркве био је мајстор Радован Здравковић, са својим сином Рајицом из Раче Крагујевачке. У цркви је урађен часни престо од мермера постављен на четири мермерна стуба. Средишни део цркве је на стубовима и има четири висока стуба, који су по два паралелно узидана. Звона на цркви су постављена и има их три, једно је тешко 270 килограма, друго 180 килограма, треће 80 килограма, ливена у ливници у Бору. 